# An Qixuan
An Qixuan (安琦轩S, Ān QíxuānP; Changji, 12 marzo 2000) è un'arciera cinese.

## Carriera
Il 28 luglio 2024 ai Giochi olimpici di Parigi 2024 viene battuta, insieme a Li Jiaman e Yang Xiaolei, nella finale della gara a squadre femminili dalla selezione della Corea del Sud.

## Palmarès
- Giochi olimpici

Parigi 2024: argento a squadre femminili.
- Giochi asiatici

Hangzhou 2022: argento a squadre femminili.
- Campionati asiatici di tiro con l'arco

Bangkok 2023: argento a squadre femminili.